# Zagyvaszántó
Zagyvaszántó è un comune dell'Ungheria di 2.084 abitanti (dati 2001). È situato nella contea di Heves.